# 三藩市鎮區 (明尼蘇達州卡弗縣)
三藩市鎮區（英語：San Francisco Township）是位於美國明尼蘇達州卡弗縣的一個行政鎮區。

## 地方資料
三藩市鎮區的面積為62.20平方千米，當中陸地面積為59.90平方千米，而水域面積為2.30平方千米。根據2020年美國人口普查的數據，當地共有人口871人，而人口密度為每平方千米14人。